# Первик, Айно Иосеповна
А́йно Ио́сеповна Пе́рвик (эст. Aino Pervik), в замужестве Ра́уд (эст. Raud) (22 апреля 1932, Раквере, Эстония — 12 августа 2025) — эстонская писательница, поэтесса и переводчица.

## Биография
Родилась в семье фельдшера. Учёбу начала в 1939 году в Ярваканди, продолжила в Таллинской 8-й средней школе, Таллинской учительской семинарии и в Таллинском педагогическом институте. С 1950 по 1955 обучалась на факультете истории Тартуского университета, который окончила по специальности «финно-угорские языки».
С 1955 по 1960 годы работала в Эстонском государственном издательстве редактором детской и молодёжной литературы, с 1960 по 1970 — редактором детских и юношеских программ на эстонском телевидении.
С 1974 года являлась членом Союза Писателей Эстонии. Написала более 60 детских книг, прозы и стихов для взрослых, переводила на эстонский язык с венгерского, работала публицистом и критиком детской литературы.
Умерла 12 августа 2025 года в возрасте 93 лет.

## Награды и премии
Награждена советскими и национальными премиями и орденами:
- 1976 — Литературная премия Эстонской ССР имени Юхана Смуула
- 1988 — Второе место на Всесоюзном конкурсе детской книги в 1988 году («Баба-Мора» и «Баба-Мора и капитан Трумм»)
- 2001 — Орден Белой звезды 5-го класса[6]
- 2001 — Годовая премия фонда «Капитал культуры» в области литературы (Эстония)
- 2006 — Премия детской литературы имени Юлиуса Оро (Эстония)
- 2010 — Премия «Изюминка года» («Aasta Rosin») (Эстония)
- 2012 — Годовая премия фонда «Капитал культуры» (Эстония)
- 2015 — Премия имени Яниса Балтвилкса (Латвия)
- 2016 — Годовая премия фонда «Капитал культуры» в области литературы (Эстония)
- 2018 — Национальная премия за заслуги в области культуры (Эстония)

Семь раз была кандидатом на Премию памяти Астрид Линдгрен.

## Издания на русском языке
- 1975 — Каари помогает маме
- 1977 — Баба-Мора (иллюстратор Эдгар Вальтер)
- 1982 — Арабелла — дочь пирата (илл. Эдгар Вальтер)
- 1983 — Баба-Мора и капитан Трумм
- 1988 — Чаромора (илл. Георгия Юдина)
- 2001 — Арабелла — дочь пирата (илл. Лийзи Керик, Игорь Палонень, Виталий Макурин, Алина Орав)
- 2007 — Паула. Выпускной в детском саду
- 2011 — Паула (илл. Пирет Рауд)
- 2013 — Паула. Продолжение (илл. Пирет Рауд)
- 2013 — Как работать президентом (илл. Соня Чурова)
- 2014 — Морские приключения и заботы корабельного гнома Клабаутермана (илл. Ольга Боловинцева)

## Личная жизнь
Муж — эстонский писатель Эно Рауд. Дети: сыновья Рейн Рауд и Михкель Рауд, дочь Пирет Рауд.